# Iryanthera
Iryanthera es un género de plantas perteneciente a la familia Myristicaceae. Comprende 37 especies descritas y de estas, solo 20 aceptadas. Originario de América central y meridional.

## Descripción
Nervios foliares terciarios anastomosados. Semilla monocroma. Columna estaminal cónica.
Anteras 3-4(-6). Arilo apicalmente laciniado. Pelos de las ramas jóvenes con 1-2 ramas.

## Taxonomía
El género fue descrito por (A.DC.) Otto Warburg y publicado en Berichte der Deutschen Botanischen Gesellschaft 13: 94. 1896. La especie tipo es: Iryanthera hostmannii (Benth.) Warb. 

## Especies aceptadas
A continuación se brinda un listado de las especies del género Iryanthera aceptadas hasta febrero de 2013, ordenadas alfabéticamente. Para cada una se indica el nombre binomial seguido del autor, abreviado según las convenciones y usos.
- Iryanthera campinae W.A.Rodrigues
- Iryanthera coriacea Ducke
- Iryanthera crassifolia A.C.Sm.
- Iryanthera dialyandra Ducke
- Iryanthera elliptica Ducke
- Iryanthera grandis Ducke
- Iryanthera hostmannii (Benth.) Warb.
- Iryanthera juruensis Warb.
- Iryanthera laevis Markgr.
- Iryanthera lancifolia Ducke
- Iryanthera macrophylla Warb.
- Iryanthera megistocarpa A.H.Gentry
- Iryanthera obovata Ducke
- Iryanthera olacoides (A.C.Sm.) A.C. Sm.
- Iryanthera paradoxa (Schwacke) Warb.
- Iryanthera paraensis Huber
- Iryanthera polyneura Ducke
- Iryanthera sagotiana (Benth.) Warb.
- Iryanthera tessmannii Markgr.
- Iryanthera tricornis Ducke
- Iryanthera ulei Warb.